# Aichryson divaricatum
Aichryson divaricatum är en fetbladsväxtart som först beskrevs av William Aiton, och fick sitt nu gällande namn av Praeger. Aichryson divaricatum ingår i släktet Aichryson och familjen fetbladsväxter. Inga underarter finns listade i Catalogue of Life.